# Communauté de communes de la Conca d'Oro
La communauté de communes de la Conca d'Oro est une ancienne communauté de communes française, située dans le département de la Haute-Corse et la région Corse.

## Histoire
- 1er janvier 2017 : fusion avec la communauté de communes du Nebbiu pour former la communauté de communes Nebbiu - Conca d'Oro

## Composition
Elle regroupait 4 communes :
| Nom                   | Code Insee | Gentilé          | Superficie (km2) | Population (dernière pop. légale) | Densité (hab./km2) |
| --------------------- | ---------- | ---------------- | ---------------- | --------------------------------- | ------------------ |
| Saint-Florent (siège) | 2B298      | Saint-Florentais | 17,98            | 1 605 (2014)                      | 89                 |
| Barbaggio             | 2B029      |                  | 10,86            | 263 (2014)                        | 24                 |
| Farinole              | 2B109      | Farinolais       | 14,76            | 195 (2014)                        | 13                 |
| Patrimonio            | 2B205      |                  | 17,46            | 724 (2014)                        | 41                 |